# کمینه محصول پذیرفتنی
کمینه محصول پذیرفتنی (به انگلیسی: Minimum Viable Product) در روند تولید محصول به محصولی گفته می‌شود که با در نظر گرفتن ریسک تولید، ضریب بازگشت سرمایه بالایی دارد. این اصطلاح توسط فرانک رابینسون ایجاد شد و توسط استیو بلنک و اریک رایس مورد استفاده گسترده قرار گرفت.

## توضیح
یک MVP شامل ویژگی‌ها و امکانات اصلی است که بدون آن محصول عملاً توانایی پاسخ گویی به نیازهایی را که بر اساس آن طراحی شده‌است نخواهد داشت. یک MVP محصول مینمال شده نیست، بلکه یک استراتژی و پروسه برای تولید محصولی است که قابلیت فروش به مشتریان را داشته باشد. MVP چرخه‌ای شامل ایده پردازی، تولید پروتوتایپ، پرزنتیشن، جمع‌آوری اطلاعات و تحلیل است. این پروسه تا زمانی که منجر به تولید محصولی شود که مطلوب بازار بوده یا به دستیابی به این تلقی که محصول امکان حیات ندارد ادامه می‌یابد.

### اهداف
- امکان تست پیش‌فرض‌های محصول با حداقل منابع
- سرعت بخشی در یادگیری
- کاهش زمان پروسه مهندسی محصول
- ارائه محصول به مشتریان در سریعترین زمان ممکن
- تولید نسخه پایه برای محصولات بعدی

### آزمون
آزمون MVP منجر به این دریافت می‌گردد که آیا محصول نهایی قابلیت تولید و بهره‌برداری را دارد یا خیر. همچنین نتایج آزمون بر روی MVP مشخص می‌سازد که پس از حل مشکلات، گام‌های بعدی چه خواهد بود.

### نکته قابل توجه
استیو بلنک معتقد است که با MVP: «شما چشم‌انداز را به افراد آینده نگر و نه همهٔ مشتریان، می‌فروشید و حداقل امکانات را ارائه می‌دهید.»

## روش‌ها
یک MVP می‌تواند یک پروتوتایپ، یک محصول کامل و بخشی از امکانات یک محصول کامل باشد.

### برای محصول
یکی از استراتژی عمومی MVP برای یک محصول، پیاده‌سازی یک وب سایت و انتقال ترافیک بر روی آن از طریق انتشار آگهی است. این وب سایت به هیچ سیستم فروشی متصل نبوده و تنها به معرفی ویژگی‌های MVP می‌پردازد. با مانیتورینگ گردش کاربر و اطلاعات به دست آمده از الگوهای کلیک بر روی بخش‌های مختلف وب سایت میزان جذابیت MVP برای کاربران سنجیده می‌شود.

### برای سرویس
MVP در مورد سرویس‌ها زمانی تولید می‌گردد که هدف جذب تعداد محدودی کاربر به منظور معرفی سرویس و چشم‌انداز آن است.